# Jean Echenoz
Jean Echenoz (ur. 26 grudnia 1947 w Orange) – francuski pisarz.
Studiował m.in. socjologię, od 1970 mieszka w Paryżu. Debiutował w 1979 książką Le méridien de Greenwich. W swoich powieściach chętnie posługuje się pastiszem, korzystając z różnych gatunków literackich. Jego książki były nagradzane, a w 1999 za powieść Odchodzę otrzymał Nagrodę Goncourtów – jej bohaterem jest podstarzały marszand uwikłany w kryminalną aferę. Główną postacią Przy fortepianie jest Max, światowej sławy pianista, a niedługi utwór budową nawiązuje do Boskiej komedii Dantego.

## Polskie przekłady
- Odchodzę (Je m'en vais 1999)
- Park (Lac 1989)
- Przy fortepianie (Au piano 2003)
- Ravel (2006)
- Długodystansowiec. Opowieść o Emilu Zatopku (Courir 2008)
- Błyskawice (Des éclairs 2010)
- 1914 (14 2012)